# Pomowiec Gronowo Elbląskie
Pomowiec AGRIMASZ Gronowo Elbląskie – polski klub sportowy piłki nożnej z siedzibą w Gronowie Elbląskim, założony 12 września 1946 r. Aktualnie (sezon 2023/2024) występuje w klasie A, gr. warmińsko-mazurskiej II.
Pozostałe sekcje na przestrzeni lat: boksu (1963-1969), kolarstwa (1969) piłki siatkowej (1963-1969, od 2014), podnoszenia ciężarów (1963-1969), tenisa stołowego (1969-1989), piłki ręcznej mężczyzn (1973-1976), szachów (1989-1997).

## Historia klubu
- 1953 – Budowa pierwszego boiska
- 1954-1969 - Klasy C i B rozgrywek wojewódzkich
- 1968/1969 – B klasa seniorów – podokręg elbląski
- 1972/1973 - A klasa seniorów – okręg elbląsko-gdański
- 1973/1974 – A klasa seniorów – okręg elbląsko-gdański
- 1974/1975 – Liga Okręgowa – wojewódzka/gdańska 10/14 (IV szczebel ligowy)
- 1975/1976 – Liga Okręgowa – wojewódzka/gdańska 9/14 (IV szczebel ligowy)
- 1976 – 5 drużyn piłkarskich: I zespół w III lidze, II zespół w B klasie, 2 drużyny juniorów, 1 drużyna trampkarzy - razem około 150 czynnych zawodników.
- 1983/1984 – elbląska liga okręgowa
- 1984/1985 – elbląska liga okręgowa
- 1985/1986 – elbląska liga okręgowa
- 1986/1987 – elbląsko-olsztyńska międzywojewódzka liga okręgowa
- 1987/1988 – elbląska liga okręgowa
- 1988/1989 – elbląska liga okręgowa
- 1989/1990 – elbląska liga okręgowa
- 1990/1991 – elbląska liga okręgowa
- 1991/1992 – elbląska liga okręgowa
- 1992/1993 – liga okręgowa
- 1993/1994 – A klasa
- 1994/1995 – liga okręgowa
- 1995/1996 – liga okręgowa
- 1996/1997 – reorganizacja rozgrywek – IV liga

## Osiągnięcia
- 23.06.1974 I Awans do Klasy Okręgowej
- 20.07.1975 Międzynarodowy Mecz Piłki Nożnej  LZS POM Gronowo Elbląskie - Rotes-Banner Trinwillershagen (liga regionalna NRD) (2:3)?
- 1976 – decyzja PZPN reorganizacja rozgrywek i awans do III ligi
- 1. miejsce w A klasie (grupa warmińsko-mazurska II) - 2015/16
- 1. miejsce w Klasie Okręgowej (grupa warmińsko-mazurska II) - 2016/17

## Sezon po sezonie
| Sezon   | Liga                                         | Pozycja | Punkty | Bramki   | Uwagi                                                    |
| ------- | -------------------------------------------- | ------- | ------ | -------- | -------------------------------------------------------- |
| 1976/77 | III liga polska                              | 6       | 26     | 31 - 21  |                                                          |
| 1977/78 | III liga polska                              | 6       | 26     | 34 - 30  |                                                          |
| 1978/79 | III liga polska                              | 12      | 21     | 37 - 41  | Spadek z ligi.                                           |
| 1982/83 | III liga polska                              | 12      | 22     | 39-37    | Spadek z ligi.                                           |
| 2003/04 | Klasa A (grupa warmińsko-mazurska II)        | 12      | 29     | 46 - 78  |                                                          |
| 2004/05 | Klasa A (grupa warmińsko-mazurska II)        | 2       | 44     | 50 - 33  |                                                          |
| 2005/06 | Klasa A (grupa warmińsko-mazurska II)        | 7       | 25     | 36 - 44  |                                                          |
| 2006/07 | Klasa A (grupa warmińsko-mazurska II)        | 12      | 26     | 42 - 60  |                                                          |
| 2007/08 | Klasa A (grupa warmińsko-mazurska II)        | 12      | 34     | 40 - 47  | Reforma rozgrywek po sezonie.                            |
| 2008/09 | Klasa A (grupa warmińsko-mazurska II)        | 8       | 26     | 36 - 54  |                                                          |
| 2009/10 | Klasa A (grupa warmińsko-mazurska II)        | 4       | 44     | 68 - 38  |                                                          |
| 2010/11 | Klasa A (grupa warmińsko-mazurska II)        | 4       | 35     | 47 - 35  |                                                          |
| 2011/12 | Klasa A (grupa warmińsko-mazurska II)        | 2       | 44     | 64 - 25  |                                                          |
| 2012/13 | Klasa A (grupa warmińsko-mazurska II)        | 3       | 44     | 67 - 26  |                                                          |
| 2013/14 | Klasa A (grupa warmińsko-mazurska II)        | 3       | 43     | 79 - 41  |                                                          |
| 2014/15 | Klasa A (grupa warmińsko-mazurska II)        | 6       | 32     | 55 - 33  |                                                          |
| 2015/16 | Klasa A (grupa warmińsko-mazurska II)        | 1       | 59     | 88 - 21  | Awans do klasy okręgowej.                                |
| 2016/17 | Klasa Okręgowa (grupa warmińsko-mazurska II) | 1       | 77     | 100 - 40 | Rezygnacja z awansu i wycofanie się po sezonie.          |
| 2017/18 | Klasa B (grupa warmińsko-mazurska II)        | 1       | 52     | 104 - 17 | Awans do klasy A.                                        |
| 2018/19 | Klasa A (grupa warmińsko-mazurska II)        | 2       | 47     | 55 - 35  | Porażka w barażach o awans.                              |
| 2019/20 | Klasa A (grupa warmińsko-mazurska II)        | 1       | 24     | 25 - 14  | Rozgrywki przedwcześnie zakończone; rezygnacja z awansu. |
| 2020/21 | Klasa A (grupa warmińsko-mazurska II)        | 3       | 48     | 67 - 31  | Rezygnacja z baraży o awans.                             |
| 2021/22 | Klasa A (grupa warmińsko-mazurska II)        | 4       | 45     | 73 - 49  |                                                          |
| 2022/23 | Klasa A (grupa warmińsko-mazurska II)        | 9       | 34     | 56 - 56  |                                                          |
| 2023/24 | Klasa A (grupa warmińsko-mazurska II)        |         |        |          |                                                          |

| Oznaczenie kolorami     |
| ----------------------- |
| VIII poziom rozgrywkowy |
| VII poziom rozgrywkowy  |
| VI poziom rozgrywkowy   |
| VI poziom rozgrywkowy   |
| V poziom rozgrywkowy    |
| III poziom rozgrywkowy  |

## Trenerzy
- Lech Strembski
- Wiesław Disterhoff
- Jerzy Dolecki
- Krzysztof Januszczyk
- Włodzimierz Zamłyński
- Zenon Berger
- Tadeusz Baczis
- Józef Bujko
- Tadeusz Wiercioch
- Janusz Przybylski
- Marek Woliński
- Michał Ratajczyk
- Dariusz Stelmach
- Arkadiusz Ziółkowski
- Dariusz Antoń
- Andrzej Bianga
- Grzegorz Kołacki
- Tomasz Wiercioch - od 2015 r.